# Zielpanzer 68
Der Zielpanzer 68 der Schweizer Armee war ein ausgemusterter Kampfpanzer vom Typ Panzer 68, der zum Zieldarstellungsfahrzeug umgerüstet worden war. Es waren insgesamt zehn dieser Fahrzeuge im Einsatz.

## Umrüstung

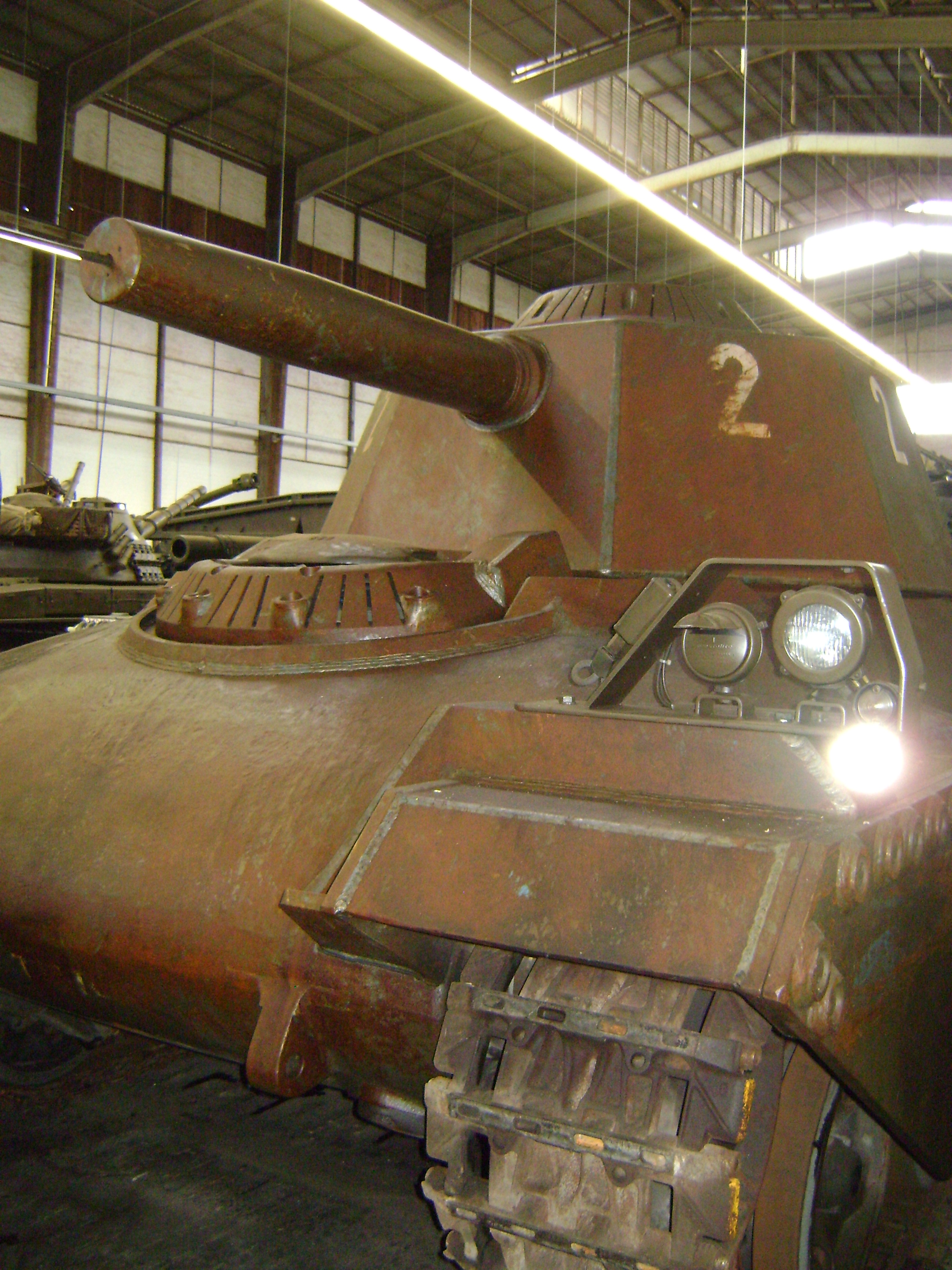
Zielpanzer 68

Um eine gewisse Anzahl an Zieldarstellungsfahrzeugen (Hartziel) auf den Panzerschiessbahnen zur Verfügung zu haben, bestellte die Schweizer Armee bei der K+W Thun zehn dieser Fahrzeuge, deren Fertigung zwischen 1972 und 1974 erfolgte. Der Gefechtsturm wurde entfernt und durch eine Attrappe aus Stahlplatten ersetzt. Die Oberfläche wurde mit einer aufgeschweissten Stahlverdickung versehen, die Fahrerluke verstärkt und mit 360°-Sehschlitzen ausgerüstet. Die gesamte taktische Ausrüstung wurde ausgebaut, unter dem Turm wurde eine Aluminiumplattform eingebaut. Der Turm verfügt über eine typengleiche Luke wie die Fahrerluke. Der Panzer wurde üblicherweise nur mit einem Besatzungsmitglied, dem Fahrer, verwendet, jedoch ist im Turm Platz für einen Beobachter. Turm und Fahrerposition sind im Innern des Panzers durchgängig erreichbar. Laufräder und Ketten stammten vom Panzer 61. Als zusätzlicher Schutz wurden an der Seite auswechselbare Stahlschürzen angebracht.

## Einsatzkonzept
Der Zielpanzer 68 wurden als bewegliches Ziel für den Beschuss mit der Panzerabwehrlenkwaffe „Dragon“ (Einsatz mit Übungsmunition mit Gipsfüllung) verwendet. Gefahren wurden die Zielpanzer von den Mitarbeitern der Armeemotorfahrzeugparks. Die Fahrzeuge trugen die Identifizierungsnummern (M-Nummern) „M+77870“ bis „M+77879“ und befanden sich von 1974 bis 2007 im Dienst der Schweizer Armee. Der Panzer mit der Nummer „M+77876“ war auf dem Schiessplatz Les Rochat stationiert und befindet sich heute im Schweizerischen Militärmuseum Full.